# Tyler Hanes

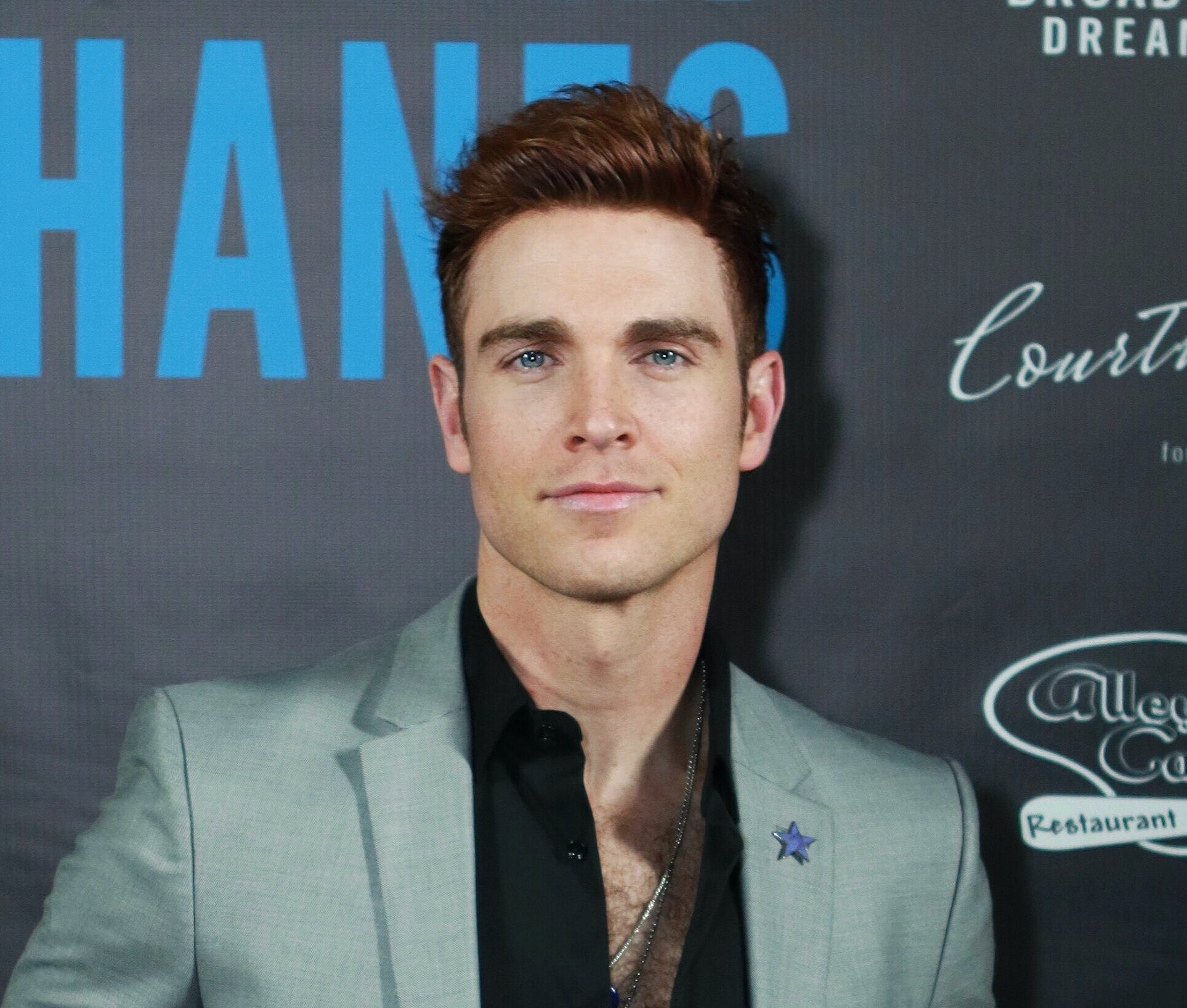
Tyler Hanes nel 2018

Tyler Jonathan Hanes (Jacksonville, 12 ottobre 1982) è un attore, cantante e ballerino statunitense, attivo in campo televisivo e teatrale.

## Biografia
Dopo essere stato scoperto da Ann Reinking, Hanes ha debuttato a Broadway nel 2002, in un revival del musical Oklahoma!. Da allora ha recitato in diversi musical a Broadway, tra cui Urban Cowboy (2003), The Boy from Oz con Hugh Jackman (2003), The Frogs con Nathan Lane (2004), Sweet Charity con Christina Applegate (2005), Hairspray (2006), A Chorus Line (2006), On The Town (2014) e Cats (2016).
È dichiaratamente gay ed impegnato in una relazione con l'attore Van Hansis dal 2007.

## Filmografia

### Cinema
- In the Blood, regia di John Stockwell (2006)
- Phoebe in Wonderland, regia di Daniel Barnz (2008)
- Ave, Cesare! (Hail, Caesar!), regia di Joel ed Ethan Coen (2016)

### Televisione
- Una vita da vivere (One Life to Live) - soap opera, una puntata (2002)
- 30 rock - serie TV, 1 episodio (2006)
- The Blacklist - serie TV, 1 episodio (2016)
- Elementary - serie TV, 1 episodio (2018)
- Pose - serie TV, 1 episodio (2019)
- The Good Fight - serie TV, 1 episodio (2019)
- Fosse/Verdon - miniserie TV, 2 puntate (2019)